# Русенблад, Карл
Карл Аксель Эберхард Русенблад (швед. Carl Axel Eberhard Rosenblad; 25 августа 1886, Стокгольм — 1953) — шведский военный, барон и участник Олимпийских игр 1912 года.
Родился 25 августа 1886 года в Стокгольме в семье первого гофшталмейстера барона Эберхарда Русенблада и его жены Хедды Аугусты Марианны (в девичестве Буренстам). С 1909 года служил подпоручиком в Королевском лейб-драгунском полку. В 1912 году принял участие в Олимпийских играх, проходивших в Стокгольме, в соревнованиях по выездке. В этих состязаниях Швеция в личном первенстве взяла все медали, Русенблад на лошади Мисс Гастингс занял пятое место. 
К 1924 году Карл Русенблад дослужился до чина ротмистра. Позднее был членом правления компании AB Rosenblads Patenter, занимал ряд выборных должностей, в том числе в Стокгольмской гильдии — объединении, призванном повысить интерес стокгольмцев к родному городу, сохранить культурное наследие шведской столицы, и Шведской Голубой Звезде – добровольческой военной организации.  
Во время Второй мировой войны занимал пост коменданта лагеря для интернированных лиц № III около Бюринге, в котором содержались интернированные советские военнослужащие. 